# 缅甸民主改革
缅甸民主改革是指缅甸自从2010年结束了军政府统治、联邦巩固与发展党执政以来所进行的一系列政治、经济等领域的改革措施。重要措施有軍政府释放被軟禁超過15年的全國民主聯盟领导人翁山蘇姬并与她进行对话，大赦多名政治犯，建立国家人权委员会，颁布赋予劳工有组織工会和罢工等权利的劳动法，放松出版审查等内容。这些改革被认为是缅甸自从2010年国会大选以来当局所承诺的使缅甸逐步迈向民主国家和重新融入国际社会的结果与象征。东南亚国家联盟成员国同意由缅甸主办2014年的东盟峰会。11月中旬，翁山蘇姬领导的全國民主聯盟也被当局允许注册为合法政党，并参加了后来的议会补选。2011年12月初，美国国务卿希拉蕊·柯林顿訪問缅甸，成为半世紀以来首位訪缅的美国高級官員。2013年底，缅甸政府释放了所有被关押的政治犯。不过，联邦政府也面临着一些难题，例如与少数民族地方武装的矛盾冲突難以结束、民族和解和经济建设等。2021年2月1日上午，敏昂來統領的緬甸國防軍發動了軍事政變，推翻了昂山素姬領導的全國民主聯盟政權，緬甸的民主改革告一段落。

## 背景
缅甸自从1962年就处于军政府统治之下，也因為人權問題遭到美國的制裁，統治的壓迫不小於許多威權國家。由於經濟環境惡化，緬甸以民主化原則以換取美國的制裁解除，同時緩解人民對自由呼聲高漲的壓力，軍方在人民中支持度相當的低，貪腐盛行經濟極差，維持政權統治僅剩餘改革一途，遂開始改革以求生存。
2008年，国家和平与发展委员会的军事领袖宣布为了使缅甸走上民主道路，缅甸需要制定一部新宪法。新宪法规定25%的国会议席留给军人，这被反对派认为是军方想要继续掌控政权的方式。2008年的特强气旋风暴纳尔吉斯灾难时期举行了宪法公投，这次投票因具有胁迫和不公正性而遭到很多批评。2008年5月15日，军方宣布新宪法得到了92.4%投票者的支持而通过。
2010年11月7日举行了国会大选，由于全國民主聯盟等党派被当局宣布为非法组织不能参加选举，最终军方支持组建的联邦巩固与发展党赢得国会两院的大多数席位。对此联合国和西方国家谴责这次选举是虚伪和充满欺骗的。

## 改革进程

### 政治改革
2010年11月13日，被軟禁多年的缅甸民主运动的领袖昂山素姬被释放。获释后，她与总统登盛、总理Aung Kyi进行了一些对话。尽管对话不是公开的，不过国家媒体报道说“双方同意搁置分歧、一起为有利于缅甸和国民的共同目标携手前进”。昂山素姬也被允许可以自由到缅甸各地。
2011年3月30日，军政府的最高领导人、缅甸联邦国家和平与发展委员会主席丹瑞和副主席貌埃退休，将权力移交给在议会选举中胜出的亲军方政党巩发党组成文人政府。
之前全國民主聯盟曾于2010年被宣布为非法组织。而选举法也规定被判刑的人不得加入政党和参加选举，因此全國民主聯盟想要注册，就要开除所有入狱过的党员。11月，缅甸国会修改法律，允许曾经的政治犯享有政治权利。因此，民盟于2011年12月重新注册登记成一个合法政党以备参加未来的议会选举。
最終2012年4月1日举行的45個議會議席補選中，全國民主聯盟贏得43個議席，民盟主席昂山素姬當選聯邦議會人民院議員，這是昂山首次進入國會。
2012年8月8日，缅甸各大城市的民众踊跃参与8888民主运动24周年纪念活动，联邦政府也首次批准和支持民众举行纪念活动。8月27日，登盛大规模改组内阁，提升改革派阁员的地位，并边缘化保守派。29个内阁职位中的9个有变动，这成为缅甸新政府自2011年3月上台以来规模最大的一次内阁人事变动。

### 审查制度
缅甸政府放松了出版审查和网络审查。政府允许昂山素姬的图片出现在报纸的首页。审查机构的负责人Tint Swe表示：缅甸的审查机制跟民主实践很不协调所以应该废除审查。尽管当局仍保留着一些审查权力，不过总统顾问表示将于2012年制定的媒体法里会废除出版审查。
2011年6月，缅甸当局解除了对体育、娱乐和彩票等期刊的审查。同年9月，一些曾经被封锁的国外网站包括Facebook、Twitter、BBC、Youtube、缅甸民主之声和美国之音已经解除了封锁。《缅甸时报》报道，缅甸政府于12月9日公布新条规，共计54种商业和罪案期刊、杂志和书籍无需在出版之前再被当局审查，不过新闻媒体还必须继续接受严格的审查，有官员透露政府不久后也会放宽新闻审查；缅甸信息与文化部长觉山表示政府也将放宽对电影和录像的审查。
2012年8月20日，缅甸政府宣布终止对国内出版物的审查制度。
2012年12月28日，缅甸新闻部在其官网上宣布，公民若希望出版日报，可以在2013年2月提出申请，日报可使用任何语言。申请获得通过后，最早在2013年4月1日就能与读者见面。缅甸军政府自1964年以来就禁止民办日报，国内只有3份作为政府喉舌的官办日报，另有180多份周报的一半为新闻报。
2013年4月1日，缅甸有四份由民营周报转型成的日报正式面市，它们分别为《言论报》（The Voice）、《金色新土报》（The Golden Fresh Land）、《联盟报》（The Union）和《标准时报》（The Standard Time），这四份民营日报的售价介于150缅元和200缅元之间（两角至三角新加坡元，另外三份官方日报的售价只有其半价），许多报纸很早就被读者抢购一空。美联社和日本放送协会（NHK）也将在缅甸设立办事处（缅甸军政府时期，外媒仅有新华社和《光明日报》的中国籍编采团队获准常驻）。同年4月30日，缅甸政府批准10家私营日报出版，其中包括美国的《国际先驱论坛报》英文原版。截止目前共有26家私营日报获准出版，包括24家缅文报纸和两家英文报纸，其中已有6家正式出版上市。

### 人权
政府组建了国家人权委员会(NHRC)，它由15名退休的官员和学者组成。政府表示该组织将独立运作，不过有不少人质疑该小组真正的独立性。该小组已经给总统登盛写了一封公开信，信中呼吁释放所有被关押的政治犯。
2011年，缅甸进行了两次大赦，上万名被释放的关押者中只有300人是政治犯。其中著名的良心犯有喜剧演员札哈纳，而8888民主运动的参与者敏哥奈仍在狱中。此时大赦国际等组织估计有600到1700名政治犯还被关押着。
2012年1月2日，总统登盛大赦6656名服刑人员；2012年1月13日，缅甸政府又释放了651名被判刑人员，其中包括自2005年7月以来一直被软禁在家的改革派軍方前总理钦纽、政治犯敏哥奈（1988年学生运动领袖之一）、掸邦民族领导人昆吞乌，以及著名博客家赖乃风。9月17日，即总统登盛即将访美前夕，缅甸新闻部宣布基于“人道理由”再释放500多名囚犯，全国民主联盟中央执行委员会成员透露，获得特赦释放的可能包括在押的所有424名政治犯，以及前军事情报官员。政府也通过法律允许工人享有组建工会和罢工的权利。
2011年11月24日，缅甸一名议员表示缅甸议会已通过一项允许公民和平示威的《和平集会与游行法案》，法案在获得总统吴登盛批准后就能成为正式法律。缅甸上议院议员、若开民族发展党主席埃貌说：“该法案允许公民在提前五天获得官方许可的前提下，可以手持旗帜进行和平集会与游行”，“僧侣也是公民，所以我认为他们也可以参加。”12月2日，登盛在新的法案上签字正式成为法律，根据法案，示威者可以手持旗帜和政党标志在政府大楼、学校、医院和大使馆以外的地方进行示威、游行和集会。2013年1月29日，缅甸官方《缅甸新光报》公布吴登盛签署了一项法令，宣布取消长达25年之久的禁止五人以上公众集会的法规，因为这项于1988年通过的法规违背了现行宪法的相关规定。
2012年11月中旬，缅甸政府在美國總統奥巴马访问缅甸前夕释放了452名犯人，而全国民主联盟成员表示“获释的人当中没有一个是政治犯。”
2013年1月中旬，缅甸政府废除了前军政府对异议分子所实行长期监禁的法律。该法律是军政府1996年起草国家宪法准则时制定的，根据法律那些“写作或发表可能破坏国家和平与稳定言论的人”最高可被判处20年监禁。多年来该法律一直遭到很多反对党的强烈反对。
2013年7月15日，首次对英国正式访问的登盛表示，2013年年底前会释放所有政治犯，他在伦敦的一个智库发表讲话称“年底前缅甸不会再有良心犯，一个特别委员会正检视每一个政治犯的个案。”他还表示缅甸政府上月与部族签署和平协议，可能在未来数周达到全国停火，以结束持续了60年的部族冲突。7月23日，登盛签署特赦令释放了73名政治犯，重审政治犯委员会成员拉敏瑞说：“今天总共有73名政治犯从各拘留中心获得释放，……这么多年来，仍在押的政治犯总数第一次减至不到100人。”同年12月11日，缅甸政府释放了41名政治犯和三名童兵，其中的政治犯大多是根据和平集会法被扣留的异议人士。同年12月30日，登盛宣布特赦所有政治犯（預估約230人），包括尚在法院審理的案件也一律撤銷，所有被告必須立即釋放。人權團體讚揚，緬甸政壇已逾25年未有如此大動作，登盛的特赦將帶來全面性的變革。

### 與武裝組織和谈与停战
缅甸政府否认联邦政府军在对待少数民族武装时有侵权行为。政府指控克钦独立军埋炸弹、炸桥梁和种植毒品。地方武装由于拒绝被统一收编为国防军，因此自2008年重新与政府军交战。
2011年11月开始，联邦政府开始同掸族、克钦族和克伦族等少数民族的武装组织举行和平谈判。
2012年1月12日，缅甸政府与克伦民族联盟（Karen National Union）领导的克伦民族解放军（Karen National Liberation Army）签署停火协议，从而结束了克伦族反对派与联邦政府长达60多年的对峙与冲突，结束国内武装暴力冲突也是西方国家同意解除对缅甸经济制裁的前提条件之一。1月13日，登盛签发政令命令联邦军队除了自卫外不得向任何少数民族叛军发动攻势。
2012年4月7日，总统登盛和缅甸境内最大的少数民族武装组织——克伦民族联盟的六名代表在内比都进行了历史性的首次会谈，会谈达成了包括逐步实现全国停火、制定与遵守停火规则、建立和平监督机制、计划重新安顿国内流离失所的人民等13点共识，并签署了和谈纪要。克伦民族联盟自1949年对缅甸当局展开武装斗争以来，就被列为非法组织，该组织的领导人大多都长期居住于泰国。

### 反腐倡廉
2012年12月，登盛在电视讲话中表示反腐倡廉和提高政府效率是缅甸将启动的第三阶段改革目标。2013年1月9日，登盛宣布成立“九人反腐败委员会”，以处理缅甸政府部门存在的贪污腐败等问题，反腐委员会由副总统赛茂康担任主席，还包括5名总统府部长、内政部长和总统府法律顾问委员会一名成员，旨在“建设一个清廉政府”。据2013年12月“透明国际”的数据，缅甸目前在全球清廉指数中排名第157位，是全球腐败最严重的国家之一。
2013年1月24日，媒体报道缅甸政府特别调查局（BSI）正在调查通信与信息技术部的系列腐败案，刚辞职不久的通信部长登吞成为新政府成立以来被立案查处的最高级别官员。

### 经济改革
当局尽力改革以前失败的经济政策。2011年以来，缅甸实施的改革包括反腐败、汇率改革、制订鼓励外国投资法和税收改革。外国投资从2009年度的3亿美圆增长到了2010年度的200亿美圆。随着外国资本的大量流入，缅元也升值了25%。此后，政府放松了进口限制，并废止了出口税。因此2011年缅甸的经济增长速度预估是8.8%。
由于缅甸曾有许多复杂的交易市场和黑市的存在。政府为了建立正常的货币流通体系，向国际货币基金组织发出了求助，IMF于10月份派出一个小组访问了缅甸。访问之后，政府允许私人银行可以从事外国交易市场。到2012年缅甸有望建立起稳定单一的流通体系。2012年4月，为了整顿复杂而混乱的汇制，改用浮动汇率制。
2012年6月19日，总统登盛在电视上发表了“国家团结演说”的演讲。他表示他领导的政府第一年的工作重心是政治改革和全国和解，“从2012年起，我们将致力于第二波改革，焦点是国家开发与民生。”自2012年起缅甸将放松经济管制，广泛推行私营化（电信、能源、森林、教育和医疗等行业）和推出新的投资法令，以争取未来五年平均每年有7.7%的经济增长率；此外，他在推动经济发展的同时，将“继续推进全国和解、国家和平与稳定、法治、以及维护人民的安全。”
2012年7月，缅甸邮政与电信部开始制订开放电信行业的改革计划，以让缅甸人享有使用手机和互联网的便利，同时吸引外资创造就业。而目前在缅甸近6000万的人口中，大约96％的人没有手机。
2012年11月3日，登盛签署了延宕多时的新《外国投资法》，该法允许外资投资电力、石油和天然气、矿业、制造业、饭店和旅游业、房地产、交通运输、通信、建筑和其他服务业，外资企业运营后还可享免税五年的优惠待遇。政府借此希望外资进入以推动经济发展和提高就业。
2013年8月9日，缅甸成立以登盛为首的国家改革领导委员会，以加快推进改革，满足基本社会民生与经济需求。登盛表示，政府在余下的30个月的任期里，将制订包括优先发展电力、农业、能增加就业的中小型企业以及工业区等一揽子行动计划，也要大力发展旅游业和吸引外国投资。

## 国际反应與評價

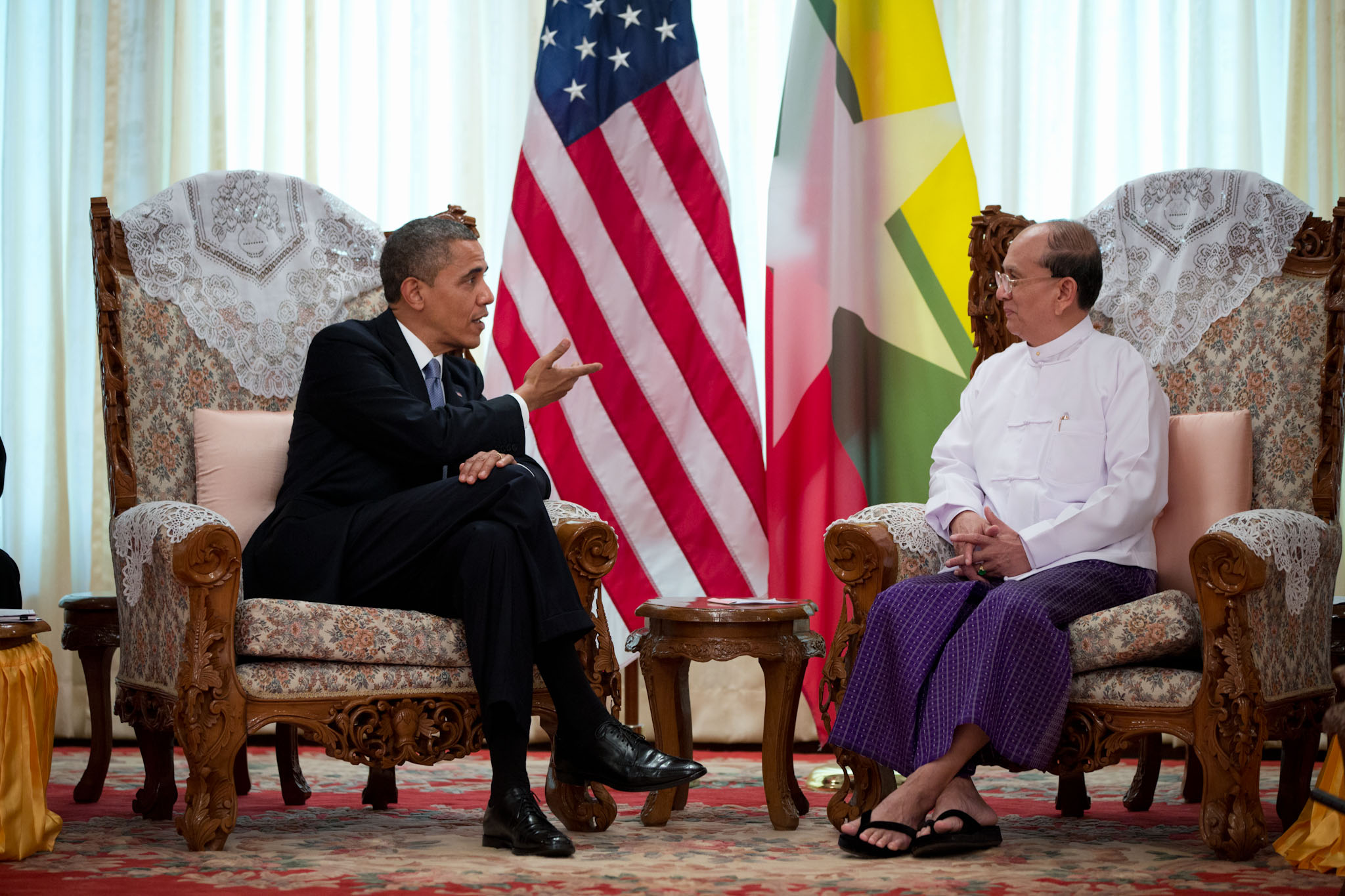
美國總統奧巴馬於2012大選連任後到訪緬甸，並與登盛於仰光會面

尽管缅甸已经开启了一些改革，不过许多国家目前保持“谨慎地乐观”来看待。日本将对缅甸提供援助（2007年一名日本记者长井健司在示威中遇难导致援助终止）。东盟也同意缅甸为2014年轮值主席国。
美国、澳洲和欧盟呼吁缅甸采取更多行动，比如要求缅甸无条件释放所有政治犯。随着国务卿希拉里于2011年12月初访问缅甸之后，美国宣布提供120万美元援助给缅甸，并考虑将逐步取消对缅甸的制裁措施，最终两国有望恢复全面的外交关系。缅甸改革开放被美国官员认为是奥巴马政府外交政策的一大成果，奥巴马连任选举总统成功后，第一个出访的地区是东南亚国家，而奥巴马对缅甸的历史性访问中会见了总统登盛和翁山蘇姬。作为首位访问缅甸的在任美国总统，他的主要目的是敦促缅甸政府继续推进改革，并向缅甸提供1.7亿美圆的经济援助。2013年5月中旬，登盛首次踏足美國，並成為47年來首名訪問美國的緬甸元首。 在會面過程中登盛期望美國全面解除對緬甸的制裁，但普遍認為奧巴馬不會全面放鬆，並指會繼續對緬甸施以溫和的壓力。

### 解除制裁
2012年1月14日，挪威外长乔纳斯·斯特勒表示，由于缅甸的民主改革取得了积极的进步，挪威决定解除对缅甸的经贸投资制裁，挪威私营公司与缅甸进行商贸往来和投资将不再受到限制。但挪威还会继续执行欧盟对缅的其他制裁措施。
1月23日，欧盟部长在布鲁塞尔开会之后，宣布将逐步放松对缅甸的制裁，以鼓励该国继续进行更多改革。欧盟采取的第一个措施是解除对缅甸正副总统、内阁部长、国会议长等高官所实施的签证禁令。法国外长阿兰·朱佩表示：如果缅甸继续推进改革，欧盟将解除更多制裁。
2月6日，美国国务院发表声明表示，国务卿希拉里签字取消了根据《2000年贩卖人口受害人保护法》对缅甸实施的部分制裁，这些制裁措施取消之后，美方将同意世界银行、亚洲开发银行和国际货币基金组织等国际金融机构派遣评估团，对缅甸提供有限的技术援助。同年11月中旬，美国取消已实施了近十年的针对缅甸货物的大多数进口禁令。
2月17日，停止资援缅甸25年（从1987年因缅甸的人权状况而停止与该国交往）的世界银行宣布：世行开始与缅甸政府重新接触；不过该组织表示在恢复对缅甸贷款前，缅甸须先清偿积欠国际金融组织的债务。世行驻东亚与太平洋地区副总裁帕米拉·考克斯(Pamela Cox)说：“我们受到缅甸情势发展的鼓舞，开始重新和缅甸政府接触，以支持缅甸改革。这将利惠全缅甸人，包括贫穷及弱势群体。”
4月16日，澳大利亚外长卡尔在伦敦表示，澳洲政府将解除对缅甸总统登盛等260人实施的旅行和金融禁令的制裁措施。不过，仍有包括缅甸军方高层和其他被怀疑侵犯人权的人士约130人还在限制名单上。6月7日，卡尔在内比都同缅甸总统登盛和其他部长会谈后发表声明宣布澳大利亚解除对缅甸的剩余制裁，只保留武器禁运，并将把每年给予缅甸的援助资金增加到一亿美元，直到2015年。
4月23日，欧盟外长在卢森堡举行会议，决定暂停对缅甸近500名个人和超过800家企业的制裁措施，为期一年。2013年4月22日，在卢森堡举行的欧盟外长会议发表声明，欧盟正式取消对缅甸除武器禁运以外的所有制裁。
2016年5月17日，美國進一步放寬對缅甸國營企業的制裁，包括7間國營企業及3間國營銀行從制裁名單中移除，但新增6間由同一名親軍方商人的公司至黑名單內。此舉進以展示美國強烈支持緬甸的政治改革和經濟增長，但同時對緬甸某些人士繼續施壓，以迫使他們改變過往的行為。

### 評價

#### 正面評價
大部份西方國家均對緬甸的改革予以肯定及支持，對緬甸能進行持續的改革表示有信心。
亦有評論指一直與中國大陸友好，並被其視為「後院」的緬甸推行改革，對北京政府造成一定的壓力。

#### 負面評價
部分國家對緬甸改革抱持觀望態度，並指出當中仍有一定的隱憂。首先是吳登盛總統雖然對改革派釋出橄欖枝，但他畢竟是軍人出身，而且是前任軍政府領導丹瑞的親信，這些關係令全面改革帶來陰影。
其後由昂山素姬為首的全國民主聯盟於2015年緬甸議會選舉全民投票中獲得大勝，成為緬甸執政黨。不過自從2016年至今的羅興亞人被迫害一連串事件中，昂山素姬對處理羅興亞人問題的態度消極，雖然她現時在緬甸人民（羅興亞人除外）的眼中評價依然是非常正面的，甚至被尊稱為“素媽媽”，但她在西方社會卻得到一面聲討。
此外在若開邦的少數族裔，信奉伊斯蘭教的羅興亞人一直得不到以佛教為主要宗教的緬甸政府及人民的認同，並於2012年發生嚴重騷動，造成超過10萬流離失所。前聯合國人道事務協調廳副秘書長瓦萊麗·阿莫斯曾形容當地情況「非常可怕」，難民們生活困苦，而緬甸政府則在備受民眾壓力下拒絕讓外國人道組織進入當地的難民營。

## 延伸阅读
- 缅甸变革当其时 论缅甸改革 （页面存档备份，存于）. 2012-01-27.
- 缅甸政治新气象 （页面存档备份，存于）. 2012-01-27.
- 缅甸民主改革不可逆转？ （页面存档备份，存于）. 2012-01-29.
- 格利茨:缅甸的转机 （页面存档备份，存于）. 2012-03-08.
- 缅甸走向民主？ （页面存档备份，存于）. 2012-03-24.
- 缅甸流亡者“回巢” （页面存档备份，存于）. 2012-03-27.
- 张云：实现缅甸平稳转型的挑战 （页面存档备份，存于）. 2012-04-09.
- 缅甸民主之路充满挑战 （页面存档备份，存于）. 2012-06-17.
- 孙兴杰:缅甸政改的地缘政治效应. 2013-01-28.
- 缅甸的民主之门打开了吗？. 2013-03-10.